# Ștefan Crișan
Ștefan Crișan (n. secolul XIX, Hațeg, județul Hunedoara – d. secolul XX) a fost un deputat în Marea Adunare Națională de la Alba Iulia, organismul legislativ reprezentativ al „tuturor românilor din Transilvania, Banat și Țara Ungurească”, cel care a adoptat hotărârea privind Unirea Transilvaniei cu România, la 1 decembrie 1918 :p. 201.

## Biografie
A urmat cursurile școlii primare :p. 201.

## Activitatea politică
Ca deputat în Adunarea Națională din 1 decembrie 1918 a fost delegat al Reuniunii Femeilor Române Greco-Catolice din Hațeg :p. 201.